# Мейбишиуил
„Мейбишиуил“ (на английски: Maybeshewill, от May be she will) са пост-рок група от Лестър, Великобритания, чиято музика е характеризирана с използването на електронни елементи заедно с китари, бас и барабани.
През групата са минали много музиканти, но основни членове, които са с групата от първия им аблум и турне, са Робин Саутбай, Джон Хелпс и Джеймс Колинс.

## История
„Мейбишиуил“ е създадена от китаристите Робин Саутбай и Джон Хелпс докато двамата учат в университета през 2005. Те издават първото си EP Japanese Spy Transcript чрез собственият лейбъл на групата Robot Needs Home през 2006 като на бас свири Таня Барн, а на барабани е Лори Малън. EP-то бива прието добре от медиите и привлича вниманието на лейбъла Field Records, който издава „The Paris Hilton Sex Tape“ като част от сплита с Ann Arbor по-късно същата година. През август 2006 бива издадена в Япония ремастърна версия на Japanese Spy Transcript. Малко след издаването на албума групата се разпада временно.
През май 2007, Джон и Робин започват работа с барабаниста Джеймс Колинс (бивш член на Fight Fire With Water и басиста Андрю Джаксън, както и с много други гост вокали и музиканти върху албума Not for Want of Trying. Албума бива издаден на 12 май 2008 от Field Records, и бива избран от DJ-я на радио BBC като албум на седмицата.
13 месеца по-късно на 7 юни 2009, групата издава вторият си албум Sing the Word Hope in Four-Part Harmony чрез Field Records, като Виктория Стука заема мястото на Андрю Джаксън на бас китара. Албума е тежък като групата се опитва да избяга от стила пост-рок, който най-често бива слаган на групата. Макар и да приет добре от пресата и феновете, те биват критикувани, защото се отдалечават от затвърдения стил на групата.

След издаването на последния албум през 2009 година, мястото на басист бива заето от Джейми Уорд, а през 2011 година към групата се присъединява Матю Дали на клавири.
През май 2011 година групата издава третият си аблум I Was Here For A Moment Then I Was Gone. Според медиите, бандата е подходила към албума все едно е техен първи – пренебрегвайки всякаква критика към предишните им творения и дистанцирайки се от всякакви очаквания. Продуциран от Джейми Уорд аблумът за първи път е правен в традиционно студио и затова и има по изчистен звук от предишните им албуми. Албумът получава положителни ревюта от музикалните медии, като печели два пъти наградата на Rock Sound „Band of the Week“.
Мейбишиуил прави турнета редовно в Великобритания, Европа и Азия с групи като Long Distance Calling, And So I Watch You From Afar, Cats & Cats & Cats и много други.

## Robot Needs Home
Още от самото начало Мейбишиуил контролира бизнес елементите на групата под името Robot Needs Home. Този лейбъл създаден от китариста Джон Хелпс освен че управлява групата, също работи в подкрепа на музиката среда, в която е групата. Освен като лейбъл, Robot Needs Home предоставя и организация и мениджмънт на други групи и промотиране на концерти в Лестър. Лейбъла е издал повечето от по-малите и дигитални издания на групата, както и тяхното дебютно EP Japanese Spy Trancscript.

## Музикален Стил
Групата описва техният стил като „инструментален рок с електронни елементи“. Също много често биват сравнявани с Sigur Ros  и 65daysofstatic. Техните песни често включват извадки от филми – „Not for Want of Trying“ съдържа диалог от филма Network, а Sing The Word Hope in Four Part Harmony има семпъл от телевизионния оператор Edward R. Murrow.

## Членове на групата

### Настоящи членове
- Джеймс Колинс (Drums)
- Матю Дали (Keyboards)
- Джон Хелпс (Guitar)
- Робин Саутбай (Guitar)
- Джейми Уорд (Bass)

### Бивщи членове
- Виктория Стука (bass)
- Анди Джаксън (bass)
- Дейв Вос (drums)
- Лори Малън (drums)
- Таня Бърн (bass)
- Крис Тиърс (drums)
- Скот Уест (guitar)

## Дискография

### Албуми
- Not For Want of Trying (Field Records UK & EU, XTAL JP) (May 2008)
- Sing the Word Hope in Four-Part Harmony (Field Records UK & EU, XTAL JP) (June 2009) [2]
- I Was Here For a Moment, Then I Was Gone (Function Records UK & EU, XTAL JP) (May 2011)
- Fair Youth (2014)
- No Feeling Is Final (2021)

### EP-та
- Japanese Spy Transcript (EP) (XTAL JP) (August 2006)

### Сингли
- Ann Arbor / Maybeshewill Split (7" Single) (Field Records) (July 2006)
- Seraphim & Cherubim / Heartflusters (CD-R Single) (Robot Needs Home) (September 2007)
- Anti-Semantics: The Remixes Vol. 1 (CD-R EP) (Robot Needs Home) (May 2008)
- Amateur Grammatics: The Remixes Vol. 2 (CD-R EP) (Robot Needs Home) (October 2008)
- Maybeshewill / Her Name is Calla Split (12" Single) (Field Records) (November 2008)
- „The Remixes 2005 – 2010“ (CD-R Album) (Robot Needs Home) (April 2010)
- To The Skies From A Hillside (7" Single) (Field Records) (October 2010)
- Critical Distance (7" Single) (Function Records) (March 2011)
- „Red Paper Lanterns“ (7" Single) (Function Records) (March 2012)

### Компилации
- Kill All Humans (CD-R Compilation) (Robot Needs Home) (September 2007)
- Notes 1 (Mini CD-R and Art Compilation) (Notes) (Unknown 2009)
- Tellison – Contact! Contact! Remixed (Remix Compilation) (Drums Don't Kill Records) (January 2009)
- White Noise One (CD-R Compilation) (Robot Needs Home) (May 2009)
- „Truck 12“ (Compilation) (June 2009)
- Not For Want of Trying + 4 (Field Records UK & EU) (October 2009)
- „White Noise Two“ (CD-R Compilation) (Robot Needs Home) (December 2009)
- „Off The Cuff“ (Compilation) (Big Scary Monsters) (August 2010)
- „Exports01“ (Compilation) (Robot Needs Home) (June 2011)